# 正覚寺 (刈谷市)
正覚寺（しょうかくじ）は、愛知県刈谷市寺横町にある真宗大谷派の寺院。山号は大音山。本尊は阿弥陀如来。

## 地理
刈谷城の東側に位置し、南西の高台には椎の木屋敷が、さらにその先の高台には刈谷市立亀城小学校がある。北側は刈谷城方面から延びる谷があり、谷を隔てて八幡町の市街地がある。

## 歴史
もとは重原荘の市場にあり、その頃は天台宗の寺院だったが、寛正元年（1460年）に浄土真宗に改宗した。慶長6年（1601年）には東本願寺の教如から親鸞と顕如の絵像を下付された。
いつしか刈谷町に移り、その後刈谷藩主阿部家の菩提所である福泉坊（ふくせんぼう）が他所へ移ったことから、福泉坊があった現在地に正覚寺が移った。なお、寺横町という地名の由来は、正覚寺ではなく福泉坊である。
刈谷町をはじめとする4カ村の宗門改めは、毎年4月に正覚寺で行われていた。寛政2年（1790年）には刈谷藩主土井利制の寄進により、山門から寺横町までの参道が開けた。
1912年（明治45年）5月30日、正覚寺で三河鉄道株式会社の設立総会が開催された。

## 境内

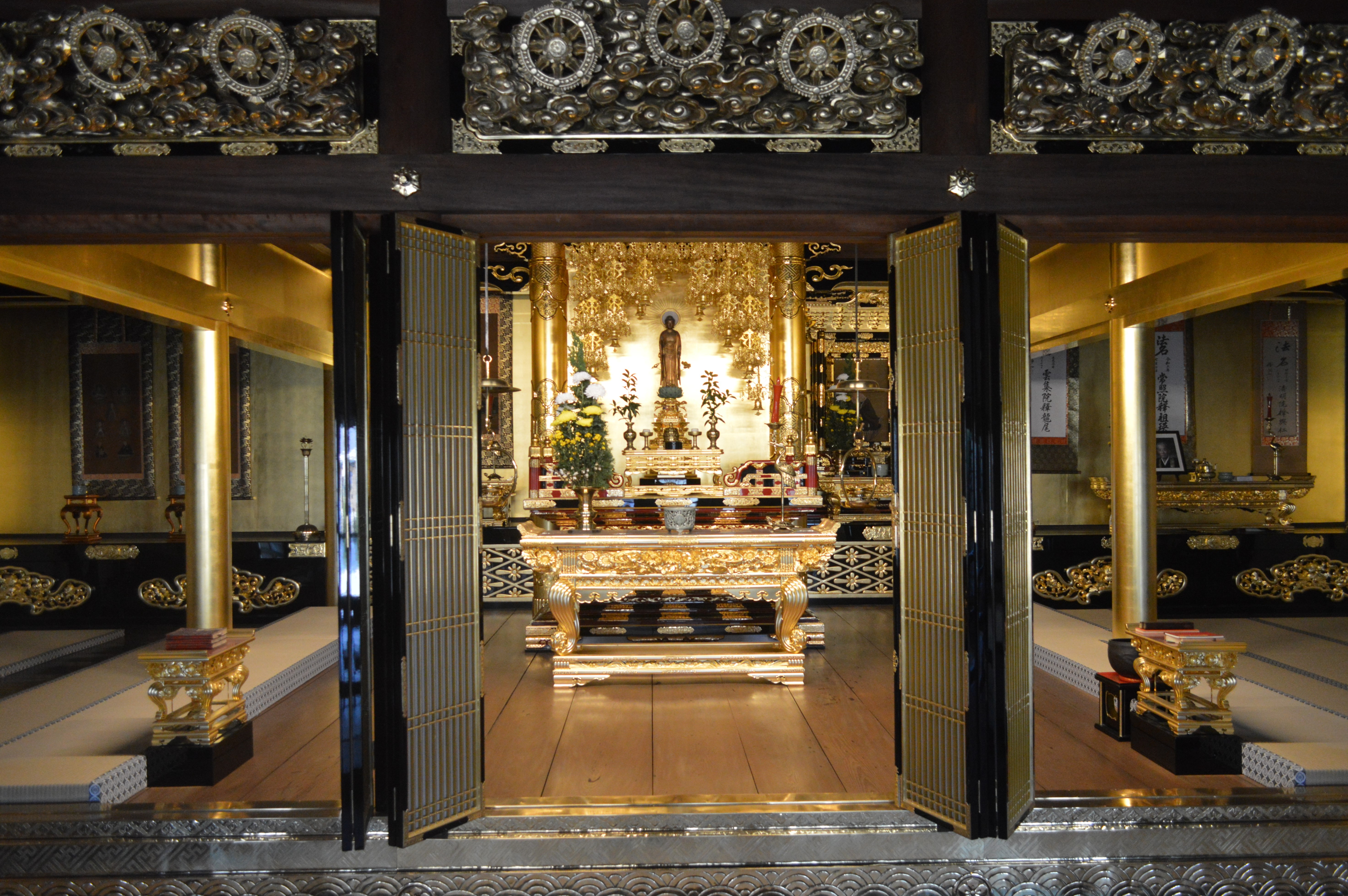
本堂の内陣

- 本堂

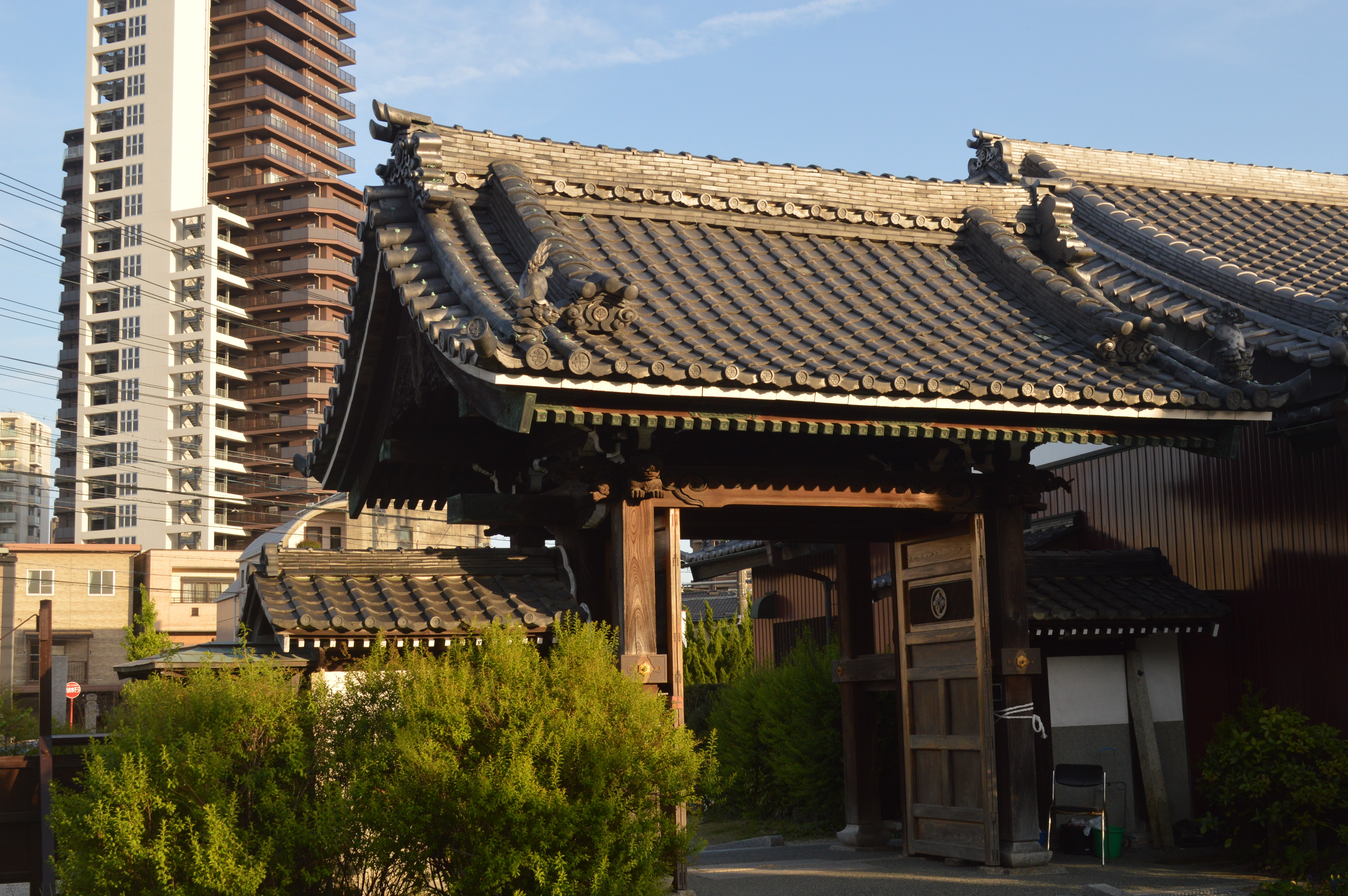
山門
- 北山門
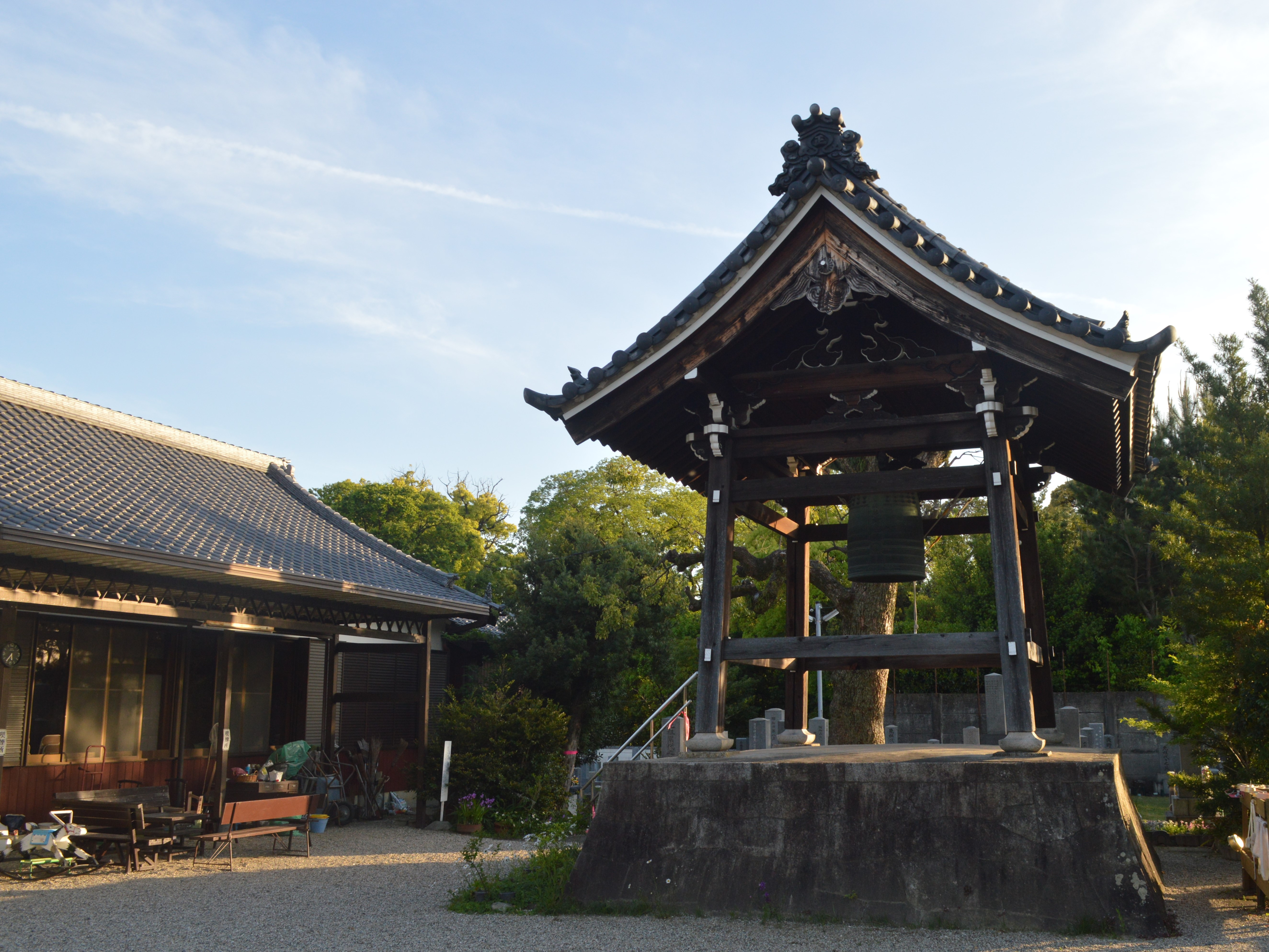
鐘楼
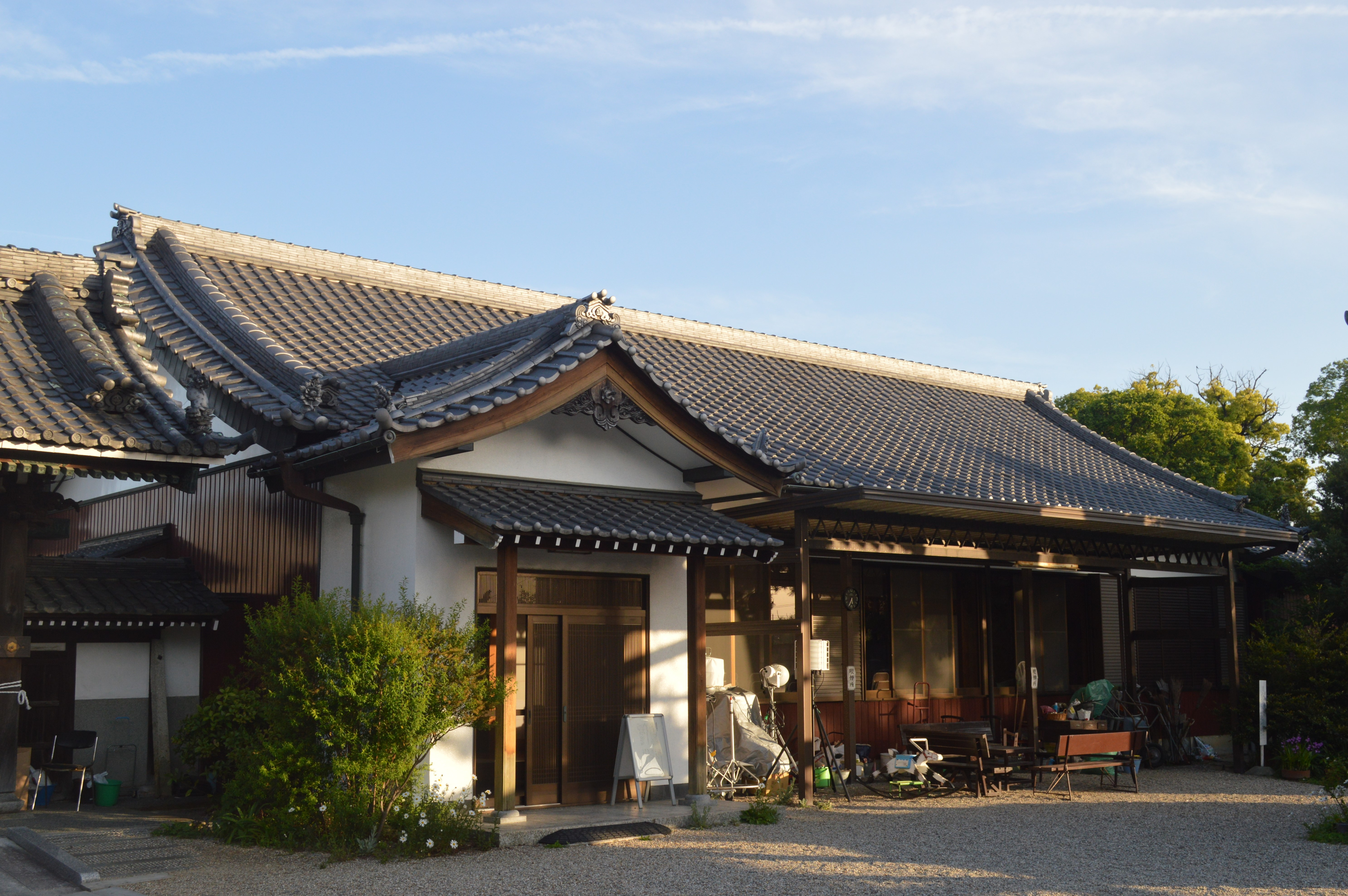
庫裏
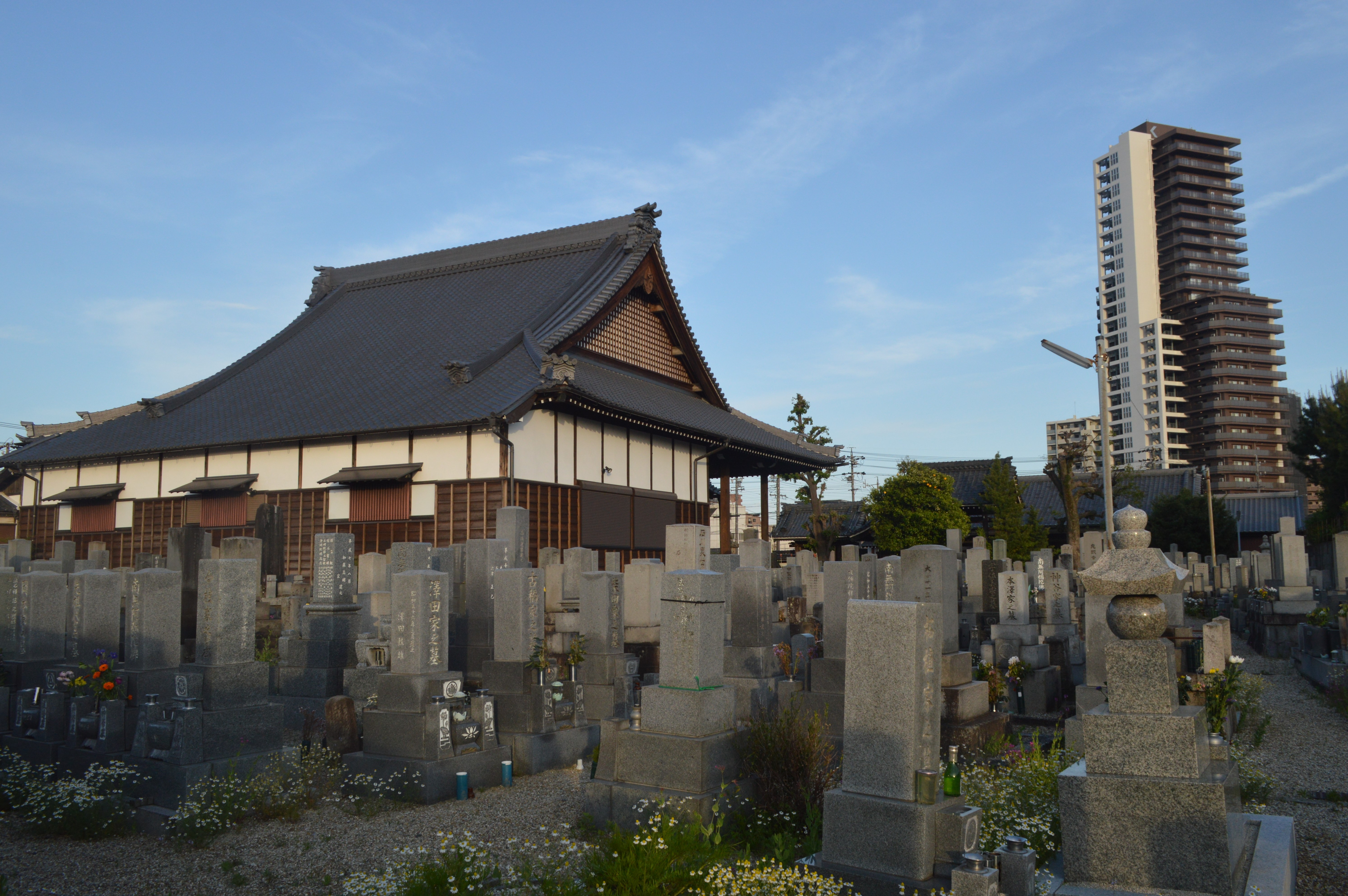
墓地

- 山門
- 鐘楼
- 庫裏
- 墓地

### 墓所
- 澤梅谷[3] - 画家（南画）。
- 森銑三[4] - 書誌学者。森三郎の兄。
- 森三郎[5] - 童話作家。森銑三の弟。

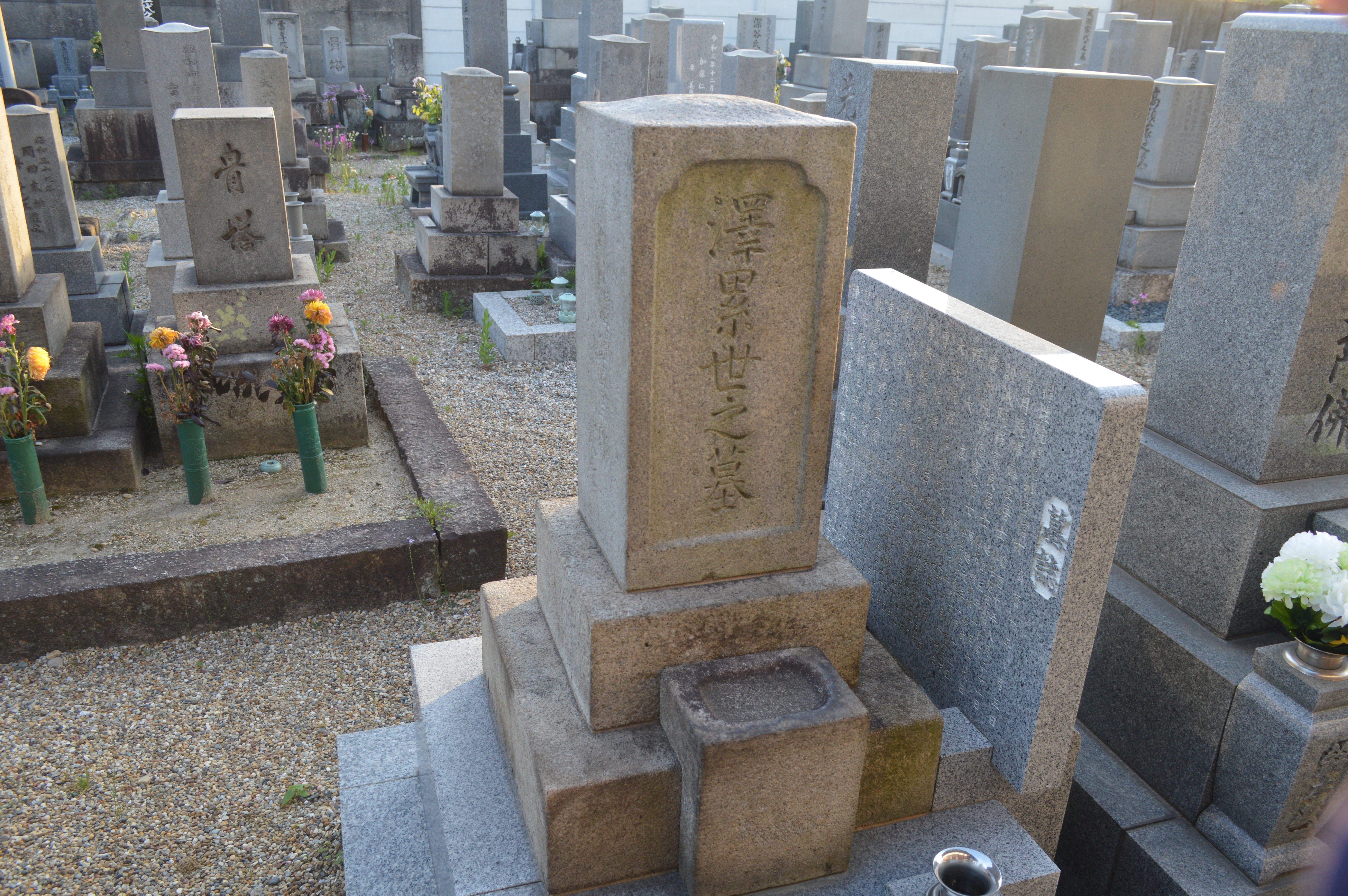
澤家の墓
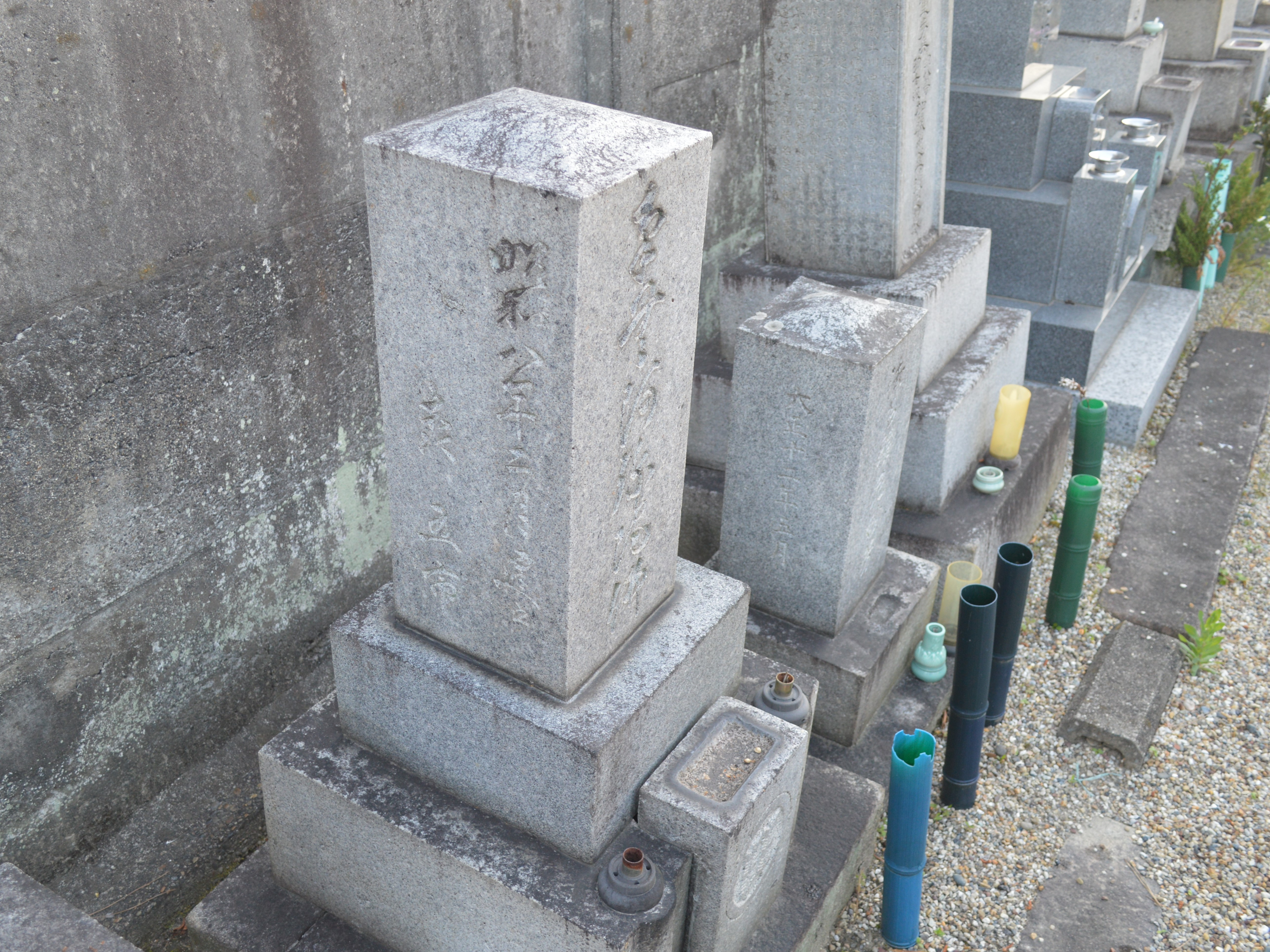
森家の墓

## 文化財

### 無形民俗文化財
- 「奴のねり」

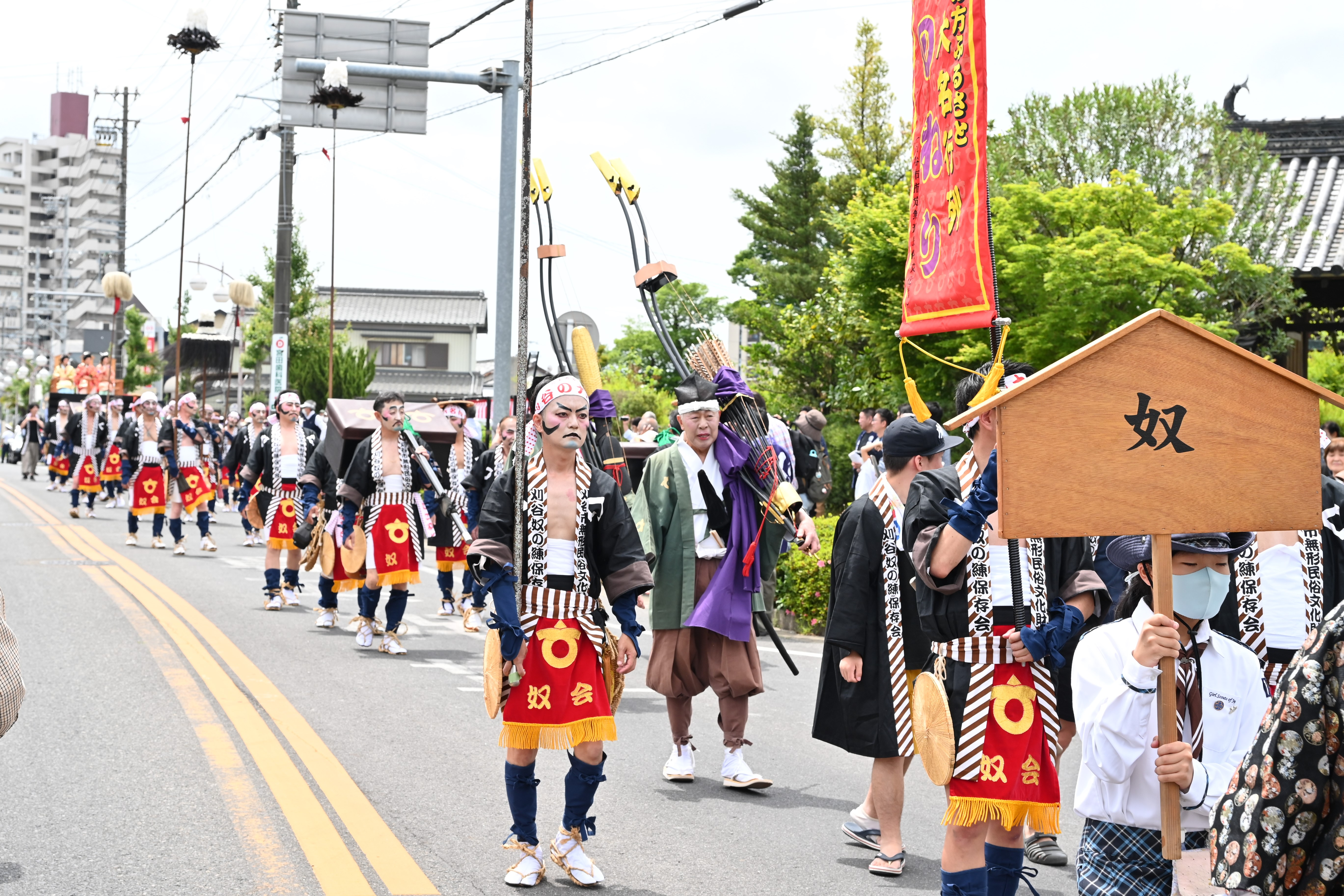
大名行列　奴のねり

  - 寺横町は市原稲荷神社の祭礼で毎年「奴のねり」を披露しており、「奴のねり」は刈谷市指定無形民俗文化財に指定されている。